# Rudniki (gmina Rędziny)
Rudniki – wieś w Polsce położona w województwie śląskim, w powiecie częstochowskim, w gminie Rędziny. Według danych z 2011 roku miejscowość miała 1 636 mieszkańców.
W miejscowości działają dwa duże zakłady przemysłowe: Cementownia Rudniki „Cemex” oraz Zakłady Chemiczne „Rudniki”. Do 1989 roku funkcjonował także kamieniołom Lipówka, który został później zrekultywowany i pełni obecnie funkcje rekreacyjne i przyrodnicze.
Przez miejscowość przebiega droga krajowa nr 91 (ul. Częstochowska i ul. Warszawska) oraz linia kolejowa nr 1 ze stacją Rudniki koło Częstochowy. W okolicach wsi położone jest lotnisko Częstochowa-Rudniki.

## Historia

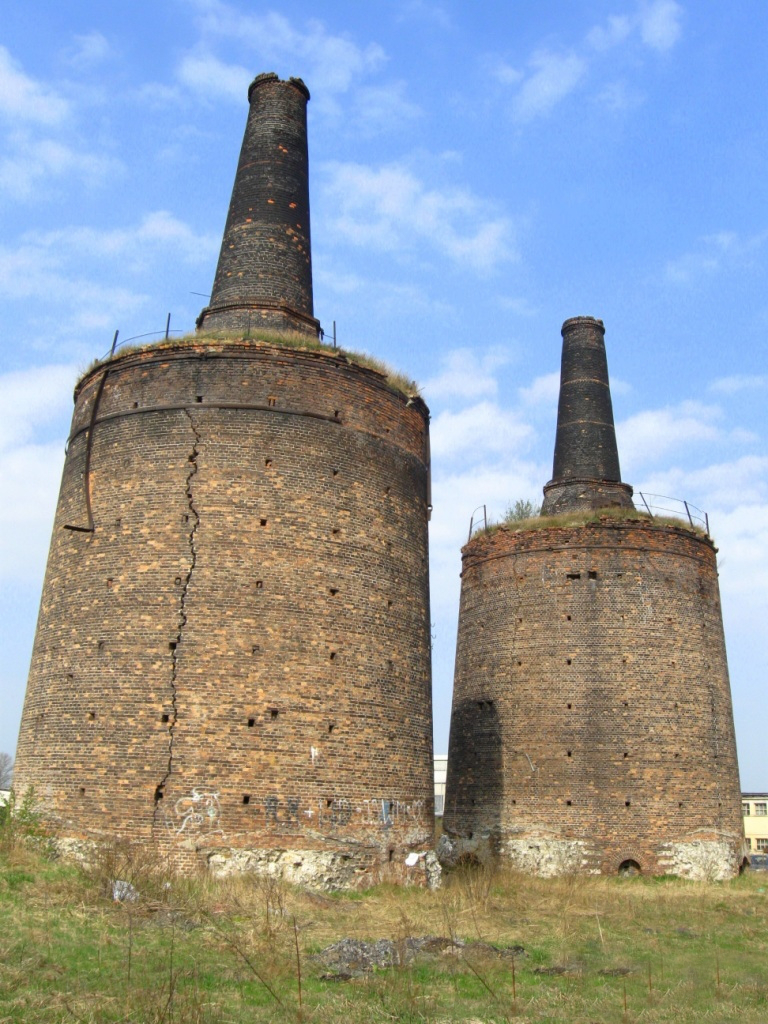
Piece wapienne z XIX wieku

Pierwsza wzmianka o wsi pochodzi z 1261 roku. W roku 1490 Rudniki należały do starostwa olsztyńskiego.
W dobie Sejmu Wielkiego Rudniki należały do powiatu lelowskiego.
W drugiej połowie XIX wieku w miejscowości zaczęły funkcjonować zakłady wapienne. W latach 1897–1898 zbudowano cementownię.
Podczas I wojny światowej siedziba gminy Rudniki.
11 września 1942 w Rudnikach Niemcy dokonali publicznej egzekucji 20 osób.
W latach 1954–1972 siedziba gromady Rudniki.
W latach 1975–1998 miejscowość należała administracyjnie do województwa częstochowskiego.

## Zabytki
Barokowa kolumna maryjna z końca XVIII wieku z przedstawieniem Wniebowzięcia Matki Boskiej, kapliczka z XIX wieku z figurą św. Jana Nepomucena, piece wapienne z XIX wieku, willa właściciela Włodzimierza Kanigowskiego-Kłobukowskiego i budynki mieszkalne w zespole pofabrycznym. W 2022 do rejestru zabytków (nr rej. A/967/2022) wpisano baterię dwóch wolnostojących pieców wapienniczych szybowych.
W Rudnikach mieszkała i zmarła malarka Alfonsa Kanigowska.

## Religia
18 września 1987 powołano parafię Miłosierdzia Bożego w Rudnikach, a 4 października 1987 roku została erygowana przez biskupa Stanisława Nowaka. Jej terytorium zostało wydzielone z parafii w Rędzinach.

## Wybrane obiekty
- Zespół Szkolno-Przedszkolny im. Jana Pawła II (ul. Szkolna 11)
- Urząd Pocztowy w Rudnikach (ul. Ogrodowa 8)
- Gminny Zakład Komunikacyjny (ul. Dworcowa 8)
- Ochotnicza Straż Pożarna w Rudnikach (ul. Strażacka 1)

## Części wsi
| SIMC    | Nazwa        | Rodzaj    |
| ------- | ------------ | --------- |
| 0144650 | Glinianki    | część wsi |
| 0144667 | Lipówka      | część wsi |
| 0144673 | Nowe Rudniki | część wsi |
| 0144680 | Wodnica      | część wsi |